# Circe (romanzo)
Circe è il secondo libro della scrittrice Madeline Miller.
Pubblicato il 10 aprile 2018 in lingua originale inglese, il libro è stato tradotto in altre sei lingue tra cui l'italiano e ha avuto buoni riscontri da parte della critica, tanto da essere stato finalista per il Women's Prize for Fiction.

## Trama
Circe è la figlia divina del titano Elios e della oceanide Perseide. Nonostante sia molto bella, viene considerata poco attraente e impotente per gli standard divini fin dalla nascita. Pertanto la sua infanzia è priva di affetto sia genitoriale che fraterno, in quanto Circe cerca sempre un modo per rendere orgogliosa la sua famiglia, fallendo ogni volta. Finché non si innamora del pescatore mortale Glauco. Devastata dalla sua mortalità, Circe scopre un modo per renderlo un dio: lo trasforma nella sua "vera forma" usando la linfa di fiori magici, cresciuti nel terreno che un tempo era intriso del sangue del titano Crono. Arrogante nella sua divinità, però, Glauco rifiuta Circe in favore della ninfa Scilla. La gelosia di Circe la induce a usare nuovamente la magia dei fiori, trasformando accidentalmente Scilla in un mostro assetato di sangue a sei teste, che alla fine scappa rifugiandosi nello stretto di Messina. Rimorsa, Circe confessa le sue azioni a Elios, che si rende conto che tutti i suoi figli con Perseide sono maghi capaci di estrarre potere dalle erbe e dalle correnti d'aria.
Come punizione per aver ammesso la sua stregoneria, Circe viene bandita da Zeus in esilio eterno sull'isola di Eea. Sfrutta l'inizio del suo esilio per studiare e affinare i suoi poteri e le sue arti magiche: riesce per esempio ad evocare dei leoni che le faranno compagnia durante la sua vita sull'isola, e riesce a preparare delle pozioni magiche, dette "pharmaka", con le quali può tramutare le persone in animali, a seconda della loro personalità. Nel corso dei secoli trascorsi ad Eea, Circe interagisce con molte figure mitiche. Riceve visite dal dio dell'Olimpo Ermes, che prende come amante. Una volta viene scortata fuori dall'isola dal mortale Dedalo, su richiesta di Pasifae, regina di Creta e sorella maggiore di Circe. Durante la breve visita a Creta, Circe aiuta sua sorella a far nascere il Minotauro e usa la sua stregoneria per domare il mostro. Molti anni dopo, l'eroe Giasone e sua moglie, la strega Medea (nipote di Circe), arrivano ad Eea dopo aver rubato il vello d'oro al fratello di Circe, Eete, uccidendo nel processo il fratello di Medea, Apsirto. Circe li purifica dal crimine e avverte Medea del calo di interesse di Giasone, ma viene respinta.
Circe entra in un periodo di solitudine dopo il confronto con Medea, ed è entusiasta di ospitare un gruppo di marinai disperati che arrivano una notte su Eea in cerca di cibo e riposo. Tuttavia, una volta che i marinai si rendono conto che Circe vive da sola sull'isola senza uomini che la proteggano, il capitano della nave la violenta. Circe usa quindi la sua stregoneria per uccidere tutti gli uomini. Rimorsa per aver ucciso così tanti uomini, e ora diffidente nei confronti dei visitatori, quando la prossima nave arriva sulla sua isola usa la sua stregoneria per trasformare gli uomini in maiali.
Circe concede lo stesso destino a centinaia di altri marinai che arriveranno sulla sua isola negli anni a venire. Arriva una nave in particolare guidata dall'eroe Odisseo, che convince Circe a risparmiare il suo equipaggio e ad ospitarlo sulla sua isola durante l'inverno. Odisseo e il suo equipaggio rimangono infine ad Eea per un anno, durante il quale nasce una storia d'amore tra Circe e il re di Itaca. Dopo che Odisseo parte per continuare il suo viaggio di ritorno a Itaca, Circe dà alla luce il loro figlio, Telegono.
Allevando il neonato Telegono, Circe si rende presto conto che qualcosa non va e scopre che la dea Atena minaccia suo figlio. Circe lancia un incantesimo per proteggere l'isola mentre Telegono cresce. Quando l'adolescente Telegono implora di lasciare l'isola per incontrare suo padre, Circe acquisisce la coda del dio pastinaca Trigone, il cui veleno può nuocere persino agli dei. Dopodiché manda via a malincuore suo figlio, armato con la coda in cima a una lancia. Quando Telegono incontra suo padre, tuttavia, Odisseo lo attacca e viene ucciso accidentalmente dalla lancia avvelenata. Colpevole, Telegono torna a casa con la moglie di Odisseo, Penelope, e il figlio Telemaco.
Avendo perso il suo eroe Odisseo, Atena visita Eea per offrire il suo patrocinio a Telemaco, che il giovane rifiuta. Telegono accetta al suo posto e intraprende il suo viaggio eroico. Disperata per la partenza di suo figlio, Circe negozia con Elios per porre fine al suo esilio. Con l'aiuto di Telemaco, Circe usa la lancia avvelenata per trasformare Scilla in pietra e raccoglie altri fiori che una volta usava su Glauco. Trovando l'amore con Telemaco, Circe usa la magia dei fiori su se stessa con l'intenzione di diventare mortale e vivere i suoi giorni viaggiando con Telemaco.

## Personaggi
I personaggi all'interno del libro sono gli stessi della classica mitologia greca. Tra questi spiccano Dedalo, l'ideatore del labirinto dove è rinchiuso il minotauro, e Odisseo, protagonista del poema Omerico. 
Il primo le chiede aiuto per conto della sorella Pasifae, madre del minotauro e moglie del re Minosse, e la conduce sull'Isola di Creta dove Circe aiuterà la sorella durante il parto e in seguito aiuterà Dedalo a intrappolare il mostro. Tra le mura del palazzo cretese nasce la loro segreta relazione che termina quando è ricostretta a ripartire per Eea. 
Odisseo fa la conoscenza di Circe dopo essere partito per il suo viaggio di ritorno a Itaca ed è costretto ad attraccare per trovare delle provviste per il viaggio. Tra loro si instaura un rapporto di fiducia che si evolve in seguito in una relazione da tenere segreta al resto degli uomini dell'equipaggio.

## La critica
Il libro ha riscontrato un grande successo, soprattutto in America e in Inghilterra dove è rientrato nelle classifiche di bestseller di alcune riviste, tra cui il New York Times e Sunday Times.
Inoltre il quotidiano The Guardian ritiene che il libro mostri un esempio di femminismo, nel quale trasformare uomini in maiali non è solo un modo per stabilire il proprio potere ma anche una legittima difesa.

## Edizioni
Lingua inglese
- Madeline Miller, Circe, Londra, Bloomsbury Publishing, 2018, ISBN 978-1-4088-9008-0.

Lingua italiana
- Madeline Miller, Circe, traduzione di Marinella Magrì, Sonzogno, 2018, ISBN 978-88-454-0034-6.

- Madeline Miller, Circe, traduzione di Marinella Magrì, Marsilio (Universale Economica Feltrinelli), 14 gennaio 2021, ISBN 978-88-297-0532-0.

- Madeline Miller, Circe, traduzione di Marinella Magrì, Sonzogno, 24 marzo 2022, ISBN 978-88-454-0774-1.